# Proyecto Torre Financiera
La Torre Financiera fue un proyecto urbanístico cancelado que nunca se construyó que iba a estar ubicado en la avenida Balboa de Panamá, con el fin de albergar a diversas instituciones estatales de carácter económico. Con una altura total de 427,7 metros se hubiese convertido en el rascacielos más alto de Latinoamérica y, en su momento, en el segundo edificio más alto del hemisferio occidental tras la Torre Willis.
La torre habría contado con un mirador abierto al público y debía estar lista en 2013, cuando se celebró el quinto centenario del descubrimiento del Mar del Sur por Vasco Núñez de Balboa. El edificio habría tenido capacidad para nueve mil personas y cuatro mil estacionamientos, distribuidos en setenta plantas, y habría contado, además, con dos salones de conferencias.

## Características

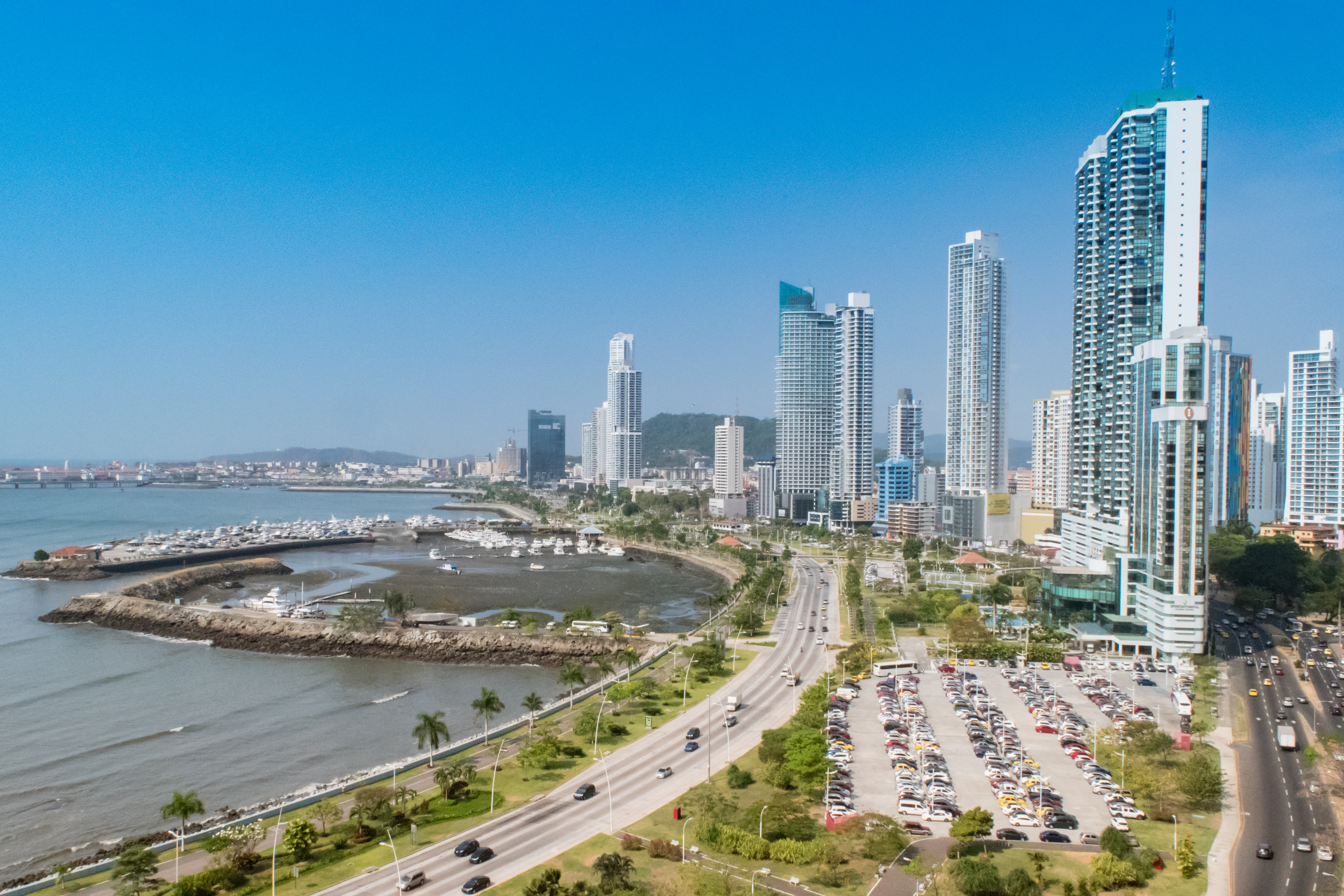
La avenida Balboa, en la que se habría construido la Torre Financiera.

El diseño propuesto en un principio tenía una forma elíptica, recordando al 30 St Mary Axe de Londres, antigua Swiss Re Tower. El diseño conceptual de esta torre costó 300 000 dólares estadounidenses y lo llevó a cabo la firma de arquitectos Skidmore, Owings and Merrill (SOM), la misma que diseño el Burj Khalifa. Dicho proyecto fue descartado y se realizó un concurso de arquitectos panameños en el que se evaluó el diseño conceptual, experiencia y listado de profesionales, y donde la comisión evaluadora le dio el mayor puntaje al diseño y planos de la torre a la firma panameña de arquitectos Mallol & Mallol.
El diseño de la Torre Financiera consistía en dos edificios interconectados. El conjunto se integraba en la estructura, en la cual se ubicaba la antigua embajada de los Estados Unidos. En total, el proyecto consideraba la construcción de 37 423 m² dedicados a oficinas privadas y 33 213 m² dedicados a oficinas gubernamentales. Además, el proyecto contemplaba la edificación de un área de estacionamientos subterránea de 80 677 m².
En total, el proyecto consideraba 69 plantas más un mirador ubicado a 320 metros de altura. Este último debía permitir una visión periférica en 360°. A partir de esta altura, una antena permitía al edificio alcanzar una altura total de 427 metros. Un paseo iluminado de 500 m debía comunicar al edificio con la futura estación de Metro cercana al proyecto.
El diseño estructural estaba basado en losas postensadas y columnas en concreto amarradas a un muro estructural interior con tal de disponer de plantas libres y de fácil distribución para cualquier uso. Similarmente, el proyecto consideraba el uso de materiales y tecnologías de alta eficiencia con el fin de disminuir costos de construcción y mantenimiento.
El proyecto tenía, entre otros, los siguientes objetivos:
- La integración de las oficinas gubernamentales relacionadas con el sector económico, con oficinas del sector privado.[5]
- Convertirse en un  monumento de arte urbano de gran escala evocando la historia en el contexto del quinto centenario del descubrimiento del Mar del Sur.[5]
- Incluir actividades complementarias al uso básico de oficinas privadas y gubernamentales como un mirador/observatorio, centro de eventos y convenciones, un hotel y una plaza de comidas.[5]

## Reacciones y suspensión del proyecto

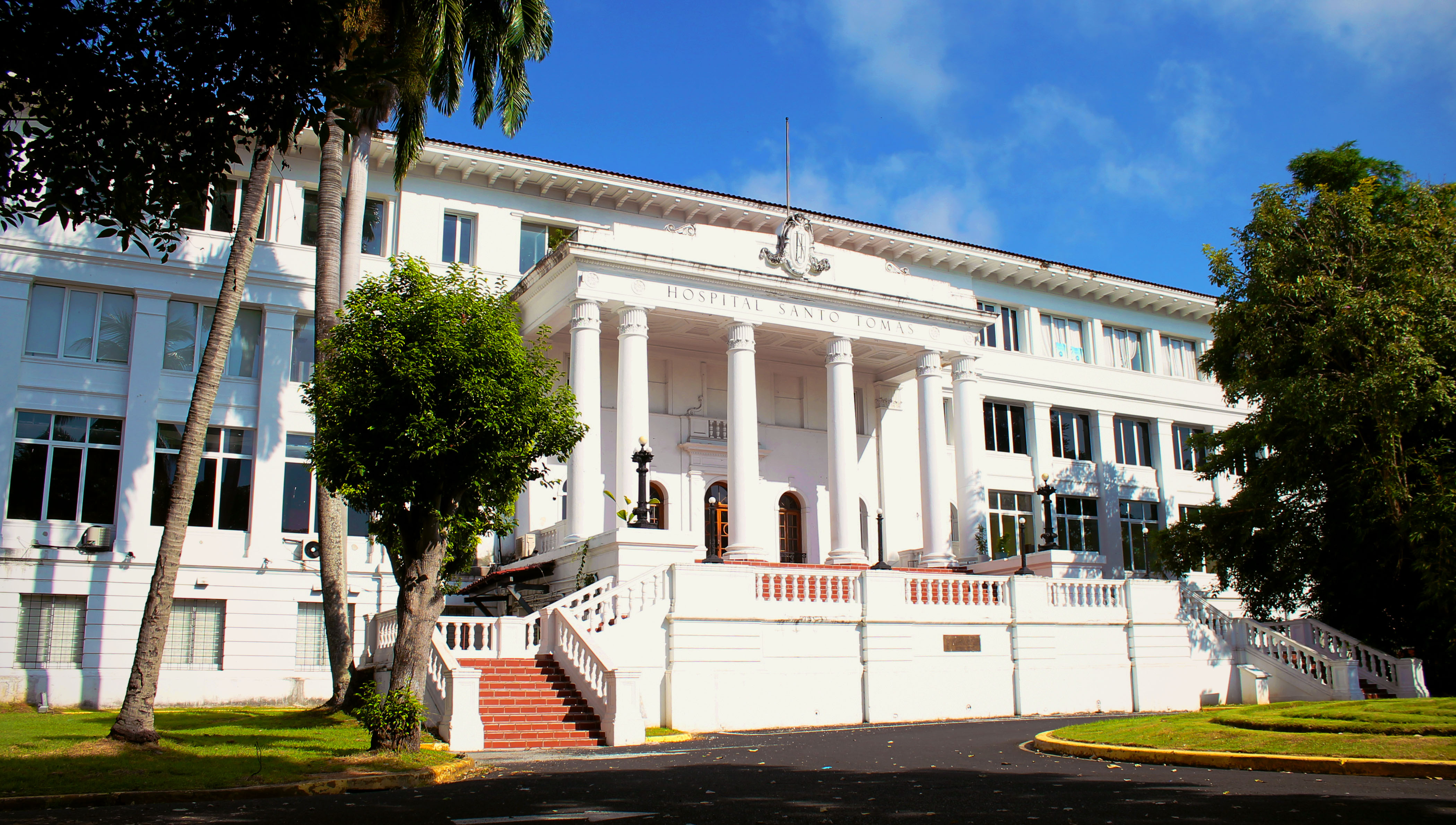
Fachada original del Hospital Santo Tomás, junto al que se habría construido la Torre Financiera.

El proyecto sería construido tras completar la demolición de las estructuras de la antigua embajada de los Estados Unidos; acción repudiada por un gran sector de la población,[¿quién?] argumentando su importancia histórica en las relaciones entre los dos países. Además, el proyecto ha sido controvertido por múltiples aspectos:
- Se trata de una zona de la ciudad que, a pesar de tener una infraestructura de alcantarillados y calles que fue concebida como baja densidad, se encuentra abarrotada de torres con un promedio de cuarenta pisos.[9][10]
- Las prioridades del gobierno fueron cuestionadas por los partidos opositores y grupos sindicalistas, diciendo que el país adolece de una infraestructura educativa insuficiente.[11]
- Los defensores del patrimonio denunciaron que el rascacielos habría afectado tanto al valor patrimonial como a la funcionalidad del Hospital Santo Tomás, declarado patrimonio histórico en 1986.[12][13]
- También ha sido fuente de oposición el gran gasto que habría significado construir la torre, algo que los críticos han considerado como un despilfarro en momentos en los que la clase media y baja demandan mayor inversión.[12]

Según una encuesta realizada por Dichter & Neira en junio de 2010, el 82.5 % de los consultados se mostró en contra del proyecto, pero el gobierno no cedió en la intención de llevarlo a cabo. En mayo de 2011, el Ministro de Salud, Franklin Vergara, aseguró que el gobierno estaba considerando hacer ajustes sobre la construcción de la Torre Financiera.
El proyecto fue suspendido en octubre de 2011 por el gobierno panameño por su polémica y rechazo popular. El presidente Ricardo Martinelli consideró que dar lugar a este caro edificio traería consecuencias políticas a la próxima campaña electoral y afectaría a su agrupación política. El 6 de octubre, tras conocerse la noticia de la suspensión del proyecto, algunos ciudadanos acudieron a los terrenos en los que se habría ubicado el rascacielos para celebrar que no se construiría. Sin embargo, el 10 de octubre el Ministro de Economía y Finanzas, Frank de Lima, reiteró que el proyecto continuaría, afirmando que no se había descartado y que sería retomado en la Asamblea de Diputados de Panamá.
El 12 de octubre, De Lima informó de que estaba «viendo si por la ruta del Metro hay otros terrenos del Estado donde podamos construir la Torre Financiera» porque «se le puede dar un mejor uso» al terreno previsto inicialmente construyendo allí un hospital. El 16 de octubre, se confirmó que el terreno de la avenida Balboa donde estaba previsto que se construyera el rascacielos sería cedido al Ministerio de Salud. Además, De Lima afirmó que hasta entonces la construcción de la Torre Financiera se había ido aplazando debido a que había asuntos pendientes de mayor importancia. Franklin Vergara confirmó que en esos terrenos se construiría el nuevo Hospital del Niño.
Pese a que De Lima siguió asegurando que el proyecto estaba «solamente suspendido», en enero de 2012 La Estrella de Panamá informó de la cancelación definitiva del proyecto, afirmando que «empezó con ahínco y murió a punta de contradicciones». Hasta ese momento, el gobierno había invertido 33 millones de dólares en planos, demoliciones y asesorías.